# Vámos Magda (divattervező)

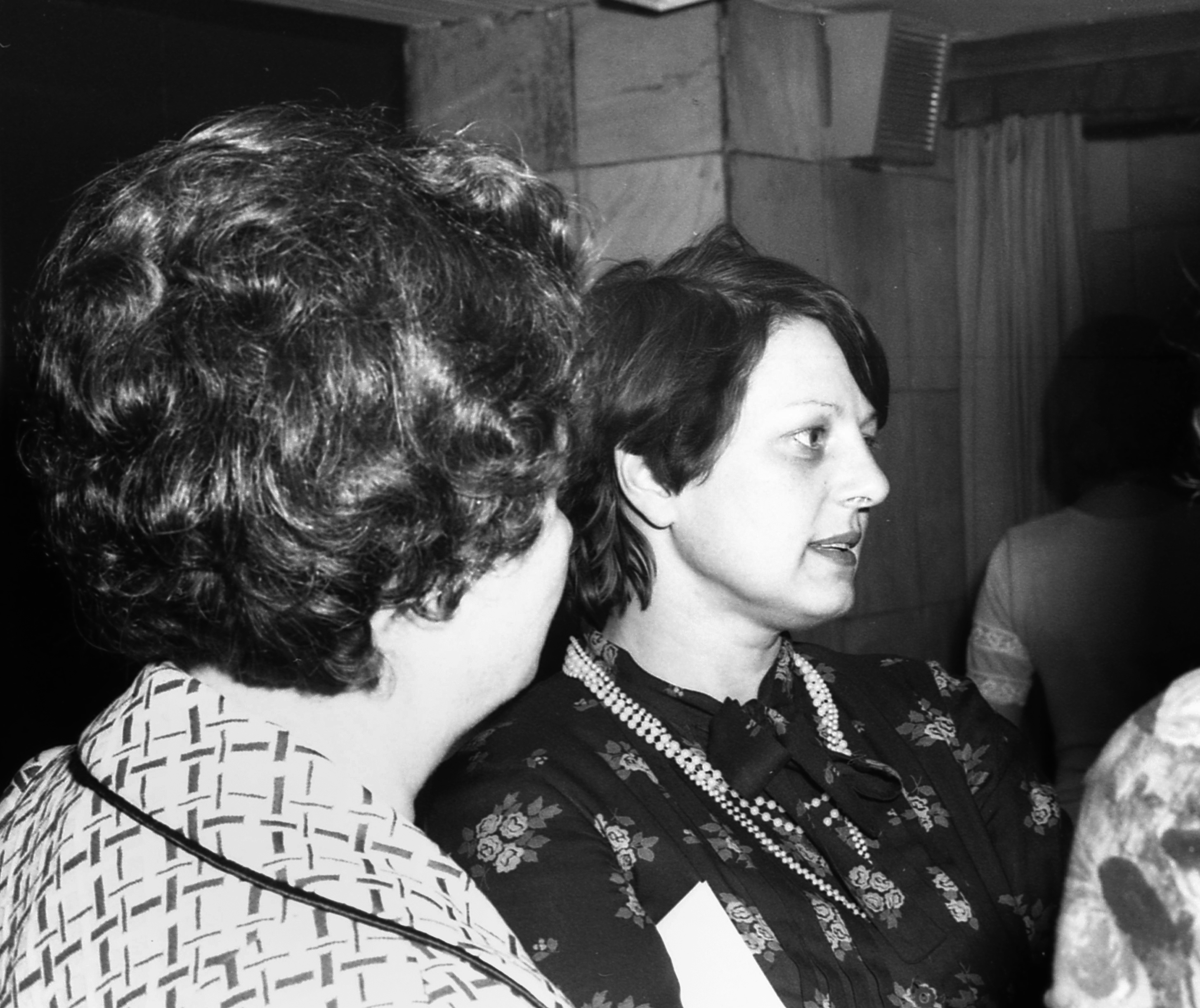
Vámos Magda 1976-ban (Rózsavölgyi Gyöngyi felvétele)

Vámos Magda (Budapest, 1932. június 24. –) magyar divattervező, divattanácsadó, divatbemutatók műsorvezetője, újságíró, egyetemi opponens, a divat nagyasszonya és a Magyar Divat Szövetség örökös elnöke, Eötvös Loránd-díjas.

## Életpálya
A Szépműves Líceumban végzett 1951-ben, ahol grafikusokat, divattervezőket, textileseket képeztek. Nyári gyakorlaton a Ruhaipari Műszaki Tervező Vállalatnál nagy pontosságú felfektetési rajzokat készített. Első komolyabb munkáit grafikusként jegyzi, az Anatómiai Intézetnek és a Növénytani Intézetnek készítette el mikroszkópi metszetek felnagyított ábráit, majd a Vérellátó és Ápolónőképző Intézet számára különböző vérképek oktatási ábráit. 1952-ben került a Minőségi Női Ruhaüzembe, amely cég a hazai piac mellett már akkoriban külföldi bérmunkát végzett. Itt felfektetési rajzok, divatszalonnal rendelkező etikettek, műszaki leírások készítését bízták rá. 1954-től a Ruhaipari Tervező Vállalatnál dolgozott, amely a hazai divat irányításának szempontjából a korszak egyik legfontosabb intézménye volt. (Később Divattervező Vállalatnak hívták). Itt különböző divatműhelyből vonták össze a főiskolát végzetteket, és az államosítás előtt saját divatszalonnal rendelkező szakembereket. Idővel a szakma legjava dolgozott itt együtt. 
1956-ban a vállalati vezetőség tagjai közül többen elhagyták az országot. Nádor Vera lett a tervezői osztály vezetője, akinek tevékenysége a következő évtizedekre meghatározta a tervezői munkát, a hazai divat irányítását. Új szellemben kezdődött meg az ipar kiszolgálása, rendszeresen megjelentették a Divatirány című kiadványokat, belefogtak a divat szélesebb körű népszerűsítésébe, divatbemutatók szervezésébe. Vámos Magda lett a kollekciók felelőse, a divatbemutatók menetrendjének kidolgozója. A szakmai sikerek sem maradtak el, - 1958-ban a Brüsszeli Világkiállításon az általa tervezett estélyi ruha nagydíjban (Grand Prix) részesült. Az 1960-as években útjára indított Aranygyűszű pályázaton a divattervezők közül az első díjazott Vámos Magda volt. 1969-től a Debreceni Ruhagyár művészeti vezetőjeként dolgozott, és budapesti képviseletének első számú embere lett. Az 1968-ban bevezetett új gazdasági mechanizmus a hetvenes évekre elérte a divatszakmát is, amely Keserű Jánosné akkori könnyűipari miniszternek nagyon sokat köszönhet.
Magyar Divat Intézet (MDI) néven átszervezték a József körúti vállalatot (a Divattervező Vállalatot) és beléptették az Intercolorba (ajánlásai alapján együttes erővel dolgozták ki a másfél éves divatciklusokat), így lehetőség nyílt a nyugat-európai társintézetekkel való kapcsolatokra is. 1974-től ismét a Magyar Divat Intézet munkatársa, a tervezési főosztályt vezette, később művészeti vezető lett. Munkatársaival tervezők és gyártmányfejlesztők részvételével Művészeti Kollégiumot hoztak létre. Eredményeikről , munkáikról a médiai is rendszeresen beszámolt. A divat újdonságait a Magyar Televízió népszerű Módi című műsora mutatta be, melynek szerkesztő műsorvezetője Novák Henriette volt. A műsorban gyakran feltűnt Vámos Magda is, aki Csenterics Ágnes rendező mellett az adások állandó szakértője is volt. 
A nyomtatott médiában az Ez a Divat című havilap volt a legfontosabb, legnívósabb hírforrás, melynek Zsigmond Márta főszerkesztősége alatt Vámos Magda művészeti vezetőként is munkatársa volt. (Később a szerkesztőség főmunkatársa.) Rendszeresen jelentek meg írásai, divattervei, divattanácsai a lapban. A Budapesti Nemzetközi Vásárokon (BNV-ken), az Országos Rendező Irodával közös műsorokon népszerűsítették a divatot, Vámos Magdát számos divatbemutatón láthatták műsorvezetőként a nézők. 1988-ban Eötvös Loránd-díjat kapott. 1990-ben megvált a Divat Intézettől, de azóta is folyamatosan tevékenykedik. Rendszeresen találkozik egykori kollégáival, sztármanökenekkel. Divatiskolákban oktat, kollekciókat tervez, divatbemutatókat szervez, szakmai tudását egyetemi opponensként is igénybe veszik.
2003 óta a Magyar Divat Szövetség elnöke.
2017. évben Vámos Magda, a Magyar Divat Szövetség elnöke - eddig egyedüllállóként Magyarországon, a  divatvilág képviselői közül - fedezte fel és "avatta" manökenné a 70-es éveiben járó Nagy Edit (modell)t .

„,,Akkor még nem fogalmazódott meg bennem azonnal, hogy valójában a Coco Chanel… Egy olyan lény volt, olyan „valaki”, akit nagyon lehet kedvelni, emellett még ráadásul nagyon szuggesztív egyéniség. Aztán elmúlt a fizikai látvány, de vissza-visszatért a “KÉP”, ami tovább dolgozott bennem. Tulajdonképpen a személy kikerült a látóteremből, ám a kép, az érzés erősen megmaradt bennem és foglalkoztatott. Apránként összeraktam az én ismeretanyagomból, és az történt, hogy megjelent lelki szemeim előtt Nagy Edit személyében a magyar Coco Chanel a 21. században, Budapesten, a Retro Divat müsoraimban.,,Vámos Magda”

Akkoriban tört be a divatvilágba a 60+-os, azaz az „ezüstmodellek” hulláma, amikor Magyarországon elsőként Vámos Magda felfedezettje lett Nagy Edit Coco.

## Magánélete
Első férje Dr. Vámos Gyula orvos, második férje Kovalik Károly újságíró, riporter volt. Lánya: Krisztina.

## Díjai, elismerései
- Grand Prix (nagydíj) (Brüsszel, 1958) – (Biedermeier stílusú, raffolt nagyestélyi ruha, rózsákkal díszítve, Organza anyagból, kézzel festett, batikolt, mintás, a ruhaanyag Hübner Aranka textiltervező munkája, a modellt Patz Dóri manöken mutatta be.)
- Arany gyűszű-díjas tervező
- Eötvös Loránd-díj (1988)

## Publikációiból
- Ez a divat (havilapok)
- Ez a divat évkönyvek (szakszerkesztő)
- Minerva Varroda (könyvsorozat, 1983) grafikusként
- Szépség ABC (1987)
- Ötletbazár (1992) grafikusként